# Confine tra Etiopia e Sudan del Sud
Il confine tra l'Etiopia e il Sudan del Sud ha una lunghezza di 1299 km e va dal triplice confine con il Sudan a nord e termina al triplice confine con il Kenya, a sud.

## Storia
L'Etiopia (chiamata all'epoca l'Abissinia) gareggiava alla fine del XIX secolo con le potenze coloniali europee che desideravano espandersi nei territori del Corno d'Africa. I confini territoriali dell'Etiopia risalgono a partire dagli anni 1880, quando l'imperatore etiope Menelik II incorporò al regno di Scioà, i territori occidentali degli Oromo, il Tigrè e l'Amara (Sidama, Gurage, Wolayta e Dizi). Molti dei territori annessi non avevano mai fatto parte prima del dominio etiope, che arrivava così ad estendersi fino ai confini attuali. Negli anni 1890 la Gran Bretagna conquistò il Sudan e nel 1899 venne istituito un condominio che creò il Sudan anglo-egiziano. Il confine tra l'Impero etiope e il Sudan britannico derivò principalmente dai trattati di delimitazione anglo-etiope del 1902 e del 1907 che furono implementati rispettivamente nel 1903 e nel 1909.
Dopo la fine della seconda guerra mondiale e del periodo coloniale, l'Etiopia ha ritrovato la sua indipendenza, seguita poi dal Sudan nel 1956. Il confine rappresenta il tratto più meridionale dello storico confine etiope-sudanese, prima dell'indipendenza del Sudan del Sud nel 2011.
Il tracciato parte dai dintorni della località etiope di Begia, fino ad arrivare al triangolo d'Ilemi, un'area contesa tra Sudan del Sud e Kenya.